# Hrabstwo Saluda
Hrabstwo Saluda – hrabstwo w stanie Karolina Południowa w USA.

## Geografia
Według United States Census Bureau całkowita powierzchnia hrabstwa wynosi 1996 km² z czego 1172 km² stanowią lądy, a 24 km² stanowią wody. Według szacunków w roku 2010 hrabstwo zamieszkiwało 19 875 mieszkańców. Jego siedzibą administracyjną jest Saluda.

### Miasta
- Monetta
- Ridge Spring
- Saluda
- Ward

### Sąsiednie hrabstwa
- Hrabstwo Newberry (północ)
- Hrabstwo Lexington (wschód)
- Hrabstwo Aiken (południe)
- Hrabstwo Edgefield (południowy zachód)
- Hrabstwo Greenwood (północny zachód)